# Římskokatolická farnost Žalkovice
Římskokatolická farnost Žalkovice je územní společenství římských katolíků s farním kostelem svatého Mikuláše v děkanátu Kroměříž.

## Historie farnosti
První písemná zmínka o obci pochází z roku 1220. Farní kostel pochází ze 14. století.

## Duchovní správci
Současným administrátorem excurrendo je od září 2017 R. D. Mgr. Gregorz Zych.

## Bohoslužby
| Kostel           | Místo     | Bohoslužba (den) | Hodina                          | Poznámka     |
| ---------------- | --------- | ---------------- | ------------------------------- | ------------ |
| svatého Mikuláše | Žalkovice | neděle pondělí   | 11.00 17.00 (zima)/18.00 (léto) | farní kostel |

## Aktivity ve farnosti
Ve farnosti se pravidelně koná tříkrálová sbírka.